# Garchizy
Garchizy est une commune française située dans le département de la Nièvre, en région Bourgogne-Franche-Comté.

## Géographie
Garchizy est une petite ville française, située dans le département de la Nièvre et la région de Bourgogne. Ses habitants sont appelés les Garchizois et les Garchizoises. La commune s'étend sur 16,4 km2 et compte 3 844 habitants depuis le dernier recensement de la population datant de 2012. Avec une densité de 232,9 habitants par km2, Garchizy a connu une hausse de 0,1 % de sa population par rapport à 1999. Entourée par les communes de Fourchambault, Pougues-les-Eaux et Varennes-Vauzelles, Garchizy est située à 8 km au nord-ouest de Nevers, la plus grande ville à proximité.  Située à 210 mètres d'altitude, le fleuve la Loire est le principal cours d'eau qui traverse la ville de Garchizy. La commune est proche du parc naturel régional du Morvan, à environ 43 km.

### Communes limitrophes
Les communes limitrophes sont Cours-les-Barres, Fourchambault, Germigny-sur-Loire, Pougues-les-Eaux et Varennes-Vauzelles.

### Climat
Pour des articles plus généraux, voir Climat de la Bourgogne-Franche-Comté et Climat de la Nièvre.
En 2010, le climat de la commune est de type climat océanique dégradé des plaines du Centre et du Nord, selon une étude du Centre national de la recherche scientifique s'appuyant sur une série de données couvrant la période 1971-2000. En 2020, Météo-France publie une typologie des climats de la France métropolitaine dans laquelle la commune est exposée à un climat océanique altéré et est dans la région climatique  Centre et contreforts nord du Massif Central, caractérisée par un air sec en été et un bon ensoleillement. 
Pour la période 1971-2000, la température annuelle moyenne est de 11 °C, avec une amplitude thermique annuelle de 16,1 °C. Le cumul annuel moyen de précipitations est de 843 mm, avec 11,7 jours de précipitations en janvier et 8 jours en juillet. Pour la période 1991-2020, la température moyenne annuelle observée sur la station météorologique de Météo-France la plus proche, « Varennes-boulor », sur la commune de Varennes-Vauzelles à 5 km à vol d'oiseau, est de 11,9 °C et le cumul annuel moyen de précipitations est de 854,7 mm. 
La température maximale relevée sur cette station est de 41,8 °C, atteinte le 10 août 2003 ; la température minimale est de −13,8 °C, atteinte le 1er mars 2005,,. 
Les paramètres climatiques de la commune ont été estimés pour le milieu du siècle (2041-2070) selon différents scénarios d'émission de gaz à effet de serre à partir des nouvelles projections climatiques de référence DRIAS-2020. Ils sont consultables sur un site dédié publié par Météo-France en novembre 2022.

## Urbanisme

### Typologie
Au 1er janvier 2024, Garchizy est catégorisée ceinture urbaine, selon la nouvelle grille communale de densité à sept niveaux définie par l'Insee en 2022.
Elle appartient à l'unité urbaine de Nevers, une agglomération intra-départementale regroupant huit  communes, dont elle est une commune de la banlieue,,. Par ailleurs la commune fait partie de l'aire d'attraction de Nevers, dont elle est une commune de la couronne,. Cette aire, qui regroupe 93 communes, est catégorisée dans les aires de 50 000 à moins de 200 000 habitants,.

### Occupation des sols
L'occupation des sols de la commune, telle qu'elle ressort de la base de données européenne d’occupation biophysique des sols Corine Land Cover (CLC), est marquée par l'importance des territoires agricoles (70,1 % en 2018), en diminution par rapport à 1990 (78,9 %). La répartition détaillée en 2018 est la suivante : prairies (40,3 %), terres arables (18,8 %), zones urbanisées (14,2 %), zones agricoles hétérogènes (11,1 %), zones industrielles ou commerciales et réseaux de communication (6,3 %), forêts (6 %), eaux continentales (2,8 %), milieux à végétation arbustive et/ou herbacée (0,6 %). L'évolution de l'occupation des sols de la commune et de ses infrastructures peut être observée sur les différentes représentations cartographiques du territoire : la carte de Cassini (XVIIIe siècle), la carte d'état-major (1820-1866) et les cartes ou photos aériennes de l'IGN pour la période actuelle (1950 à aujourd'hui).

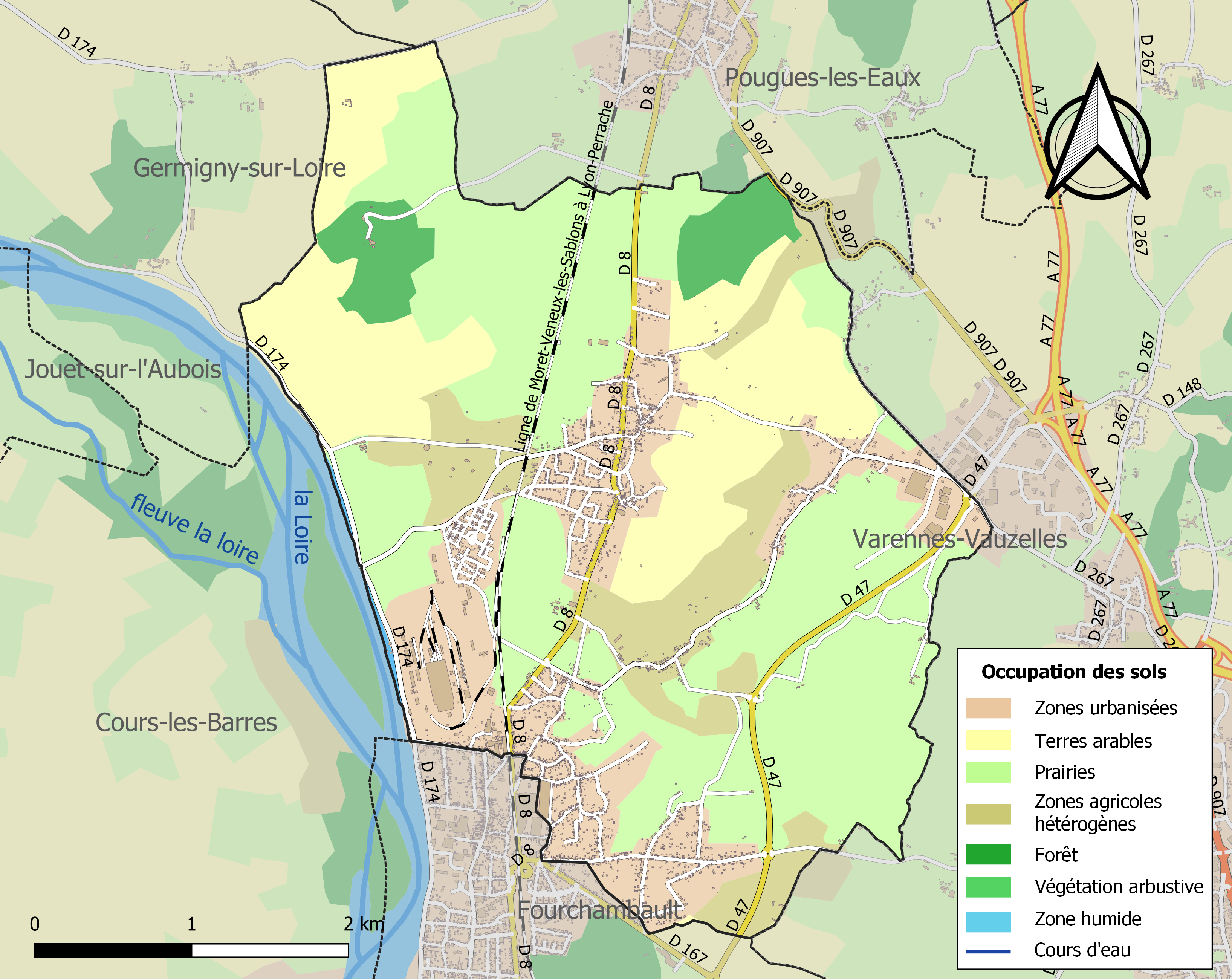
Carte des infrastructures et de l'occupation des sols de la commune en 2018 (CLC).

## Économie
La commune abrite le siège social de Powertrain Technologies France conçoit et répare des moteurs Diesel. C'est la plus importante entreprise industrielle du département.

## Politique et administration

### Liste des maires
| Période                                  | Période                   | Identité                          | Étiquette   | Qualité |
| ---------------------------------------- | ------------------------- | --------------------------------- | ----------- | --- |
| Les données manquantes sont à compléter. |                           |                                   |             | |
|                                          |                           | Hippolyte Morlé (1868-1900)       | Républicain | Ancien avoué à Nevers, suppléant du juge de paix Conseiller d'arrondissement (1887 → 1892)                                                            |
|                                          |                           | Ferdinand Durand, (1862-1925)     |             | Directeur d'une fonderie d'aluminium, juge de paix suppléant                                                                                          |
| mai 1953                                 | mars 1971                 | Pierre Girard (1912-1986)         | PCF         | Chauffeur dans la métallurgie, ancien résistant Suppléant du député Robert Hostier (1962 → 1968)                                                      |
| mars 1971                                | mars 1984                 | Pierre-Henri Guyollot (1933-1998) | PCF         | Dessinateur industriel |
| 1984                                     | février 2000 (démission)  | Michèle Girard (1935-2001)        | PCF         | Sténo-dactylo, ancienne adjointe au maire Conseillère régionale de Bourgogne (1992 → 1998) Fille de Pierre Girard, maire de 1953 à 1971               |
| mars 2000                                | mai 2011 (démission)      | Roger Charaudie                   | PCF         | Retraité |
| mai 2011                                 | mars 2014                 | Jean-Paul Pinaud                  | PCF         | Salarié agricole, ancien premier adjoint Conseiller régional de Bourgogne (2010 → 2015) Vice-président du conseil régional de Bourgogne (2010 → 2015) |
| mars 2014                                | En cours (au 28 mai 2020) | Michel Monet                      | DVG         | Retraité du ministère de la Défense 3e vice-président de Nevers Agglomération Réélu pour le mandat 2020-2026                                          |

## Démographie
L'évolution du nombre d'habitants est connue à travers les recensements de la population effectués dans la commune depuis 1793. Pour les communes de moins de 10 000 habitants, une enquête de recensement portant sur toute la population est réalisée tous les cinq ans, les populations de référence des années intermédiaires étant quant à elles estimées par interpolation ou extrapolation. Pour la commune, le premier recensement exhaustif entrant dans le cadre du nouveau dispositif a été réalisé en 2007.

En 2022, la commune comptait 3 666 habitants, en évolution de −1,53 % par rapport à 2016 (Nièvre : −3,28 %, France hors Mayotte : +2,11 %).
| 1793 | 1800 | 1806 | 1821 | 1831  | 1836  | 1841  | 1846  | 1851  |
| ---- | ---- | ---- | ---- | ----- | ----- | ----- | ----- | ----- |
| 596  | 691  | 661  | 660  | 1 486 | 2 023 | 2 677 | 3 724 | 4 595 |

| 1856  | 1861  | 1866  | 1872  | 1876  | 1881  | 1886  | 1891  | 1896  |
| ----- | ----- | ----- | ----- | ----- | ----- | ----- | ----- | ----- |
| 1 529 | 1 622 | 1 847 | 1 906 | 1 823 | 1 789 | 1 925 | 1 964 | 2 070 |

| 1901  | 1906  | 1911  | 1921  | 1926  | 1931  | 1936  | 1946  | 1954  |
| ----- | ----- | ----- | ----- | ----- | ----- | ----- | ----- | ----- |
| 2 022 | 1 840 | 1 859 | 2 447 | 2 167 | 2 054 | 2 103 | 2 369 | 2 922 |

| 1962  | 1968  | 1975  | 1982  | 1990  | 1999  | 2006  | 2007  | 2012  |
| ----- | ----- | ----- | ----- | ----- | ----- | ----- | ----- | ----- |
| 3 154 | 3 189 | 3 711 | 3 612 | 3 939 | 3 819 | 3 650 | 3 646 | 3 844 |

| 2017  | 2022  | - | - | - | - | - | - | - |
| ----- | ----- | - | - | - | - | - | - | - |
| 3 726 | 3 666 | - | - | - | - | - | - | - |

## Lieux et monuments

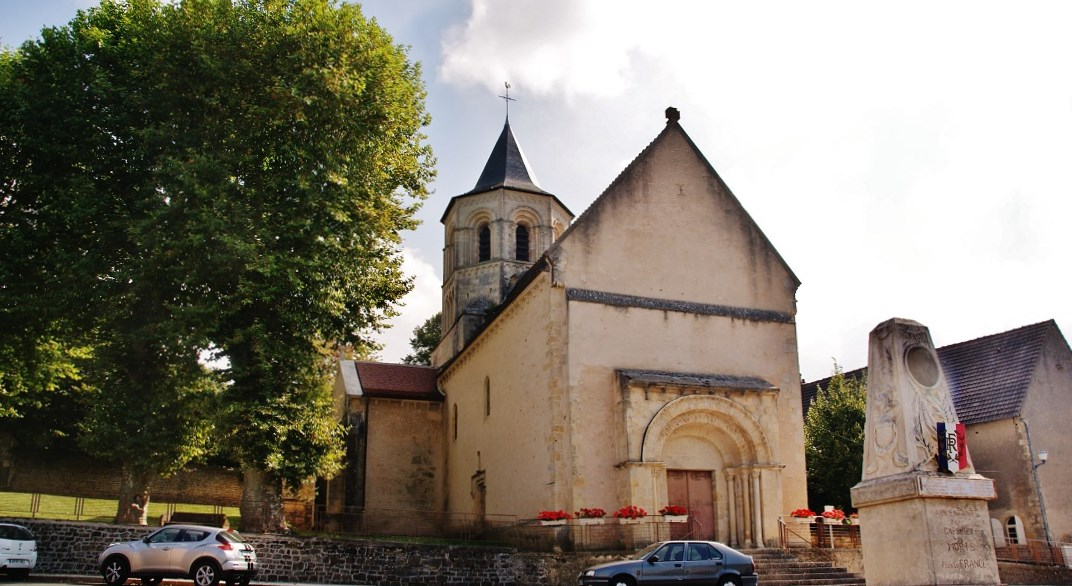
L'église Saint-Martin.

- L'église paroissiale Saint-Martin, classée monument historique[27].

## Personnalités liées à la commune

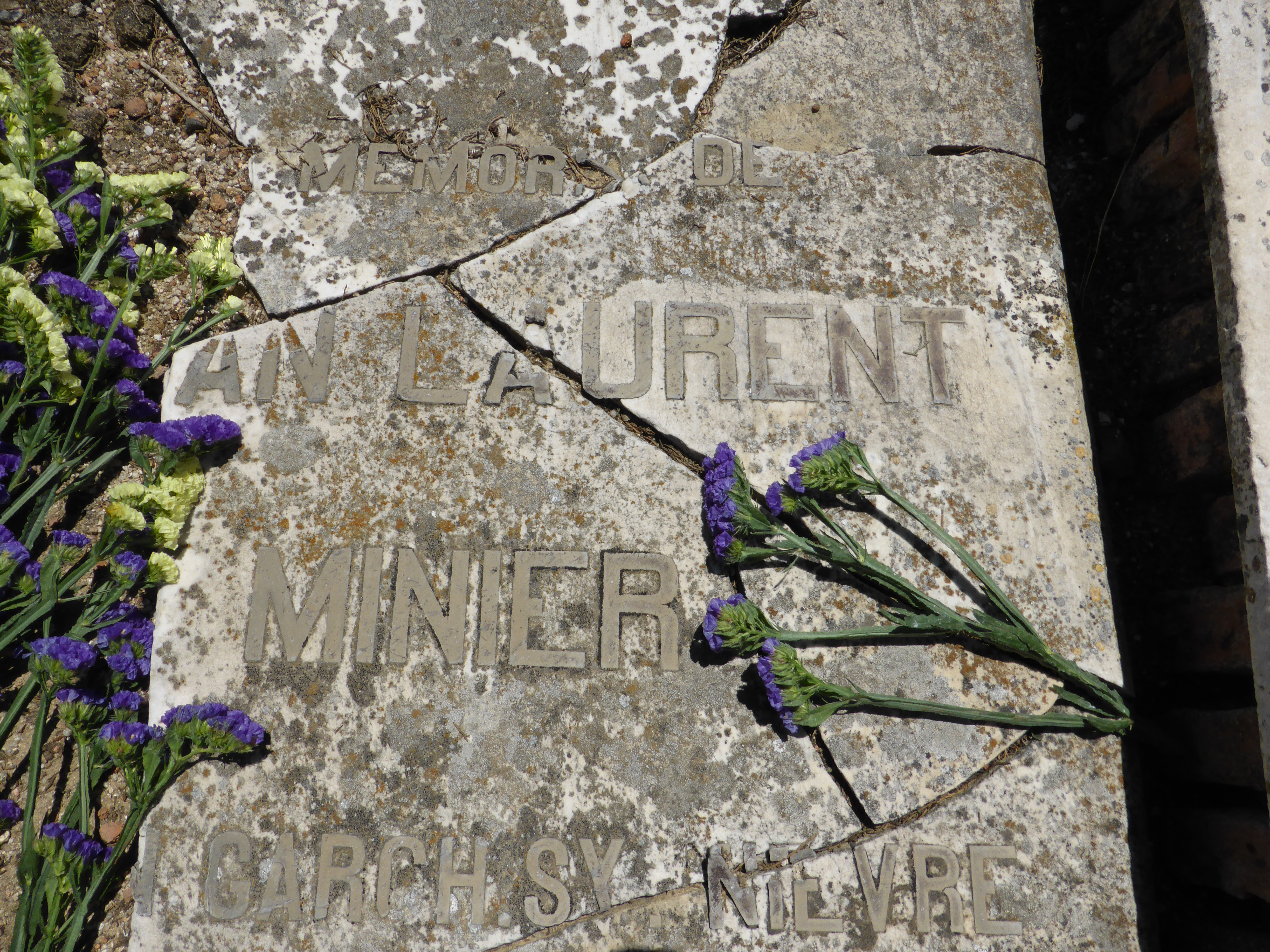
Tombeau de J. Laurent (photographe), né à Garchizy en 1816.

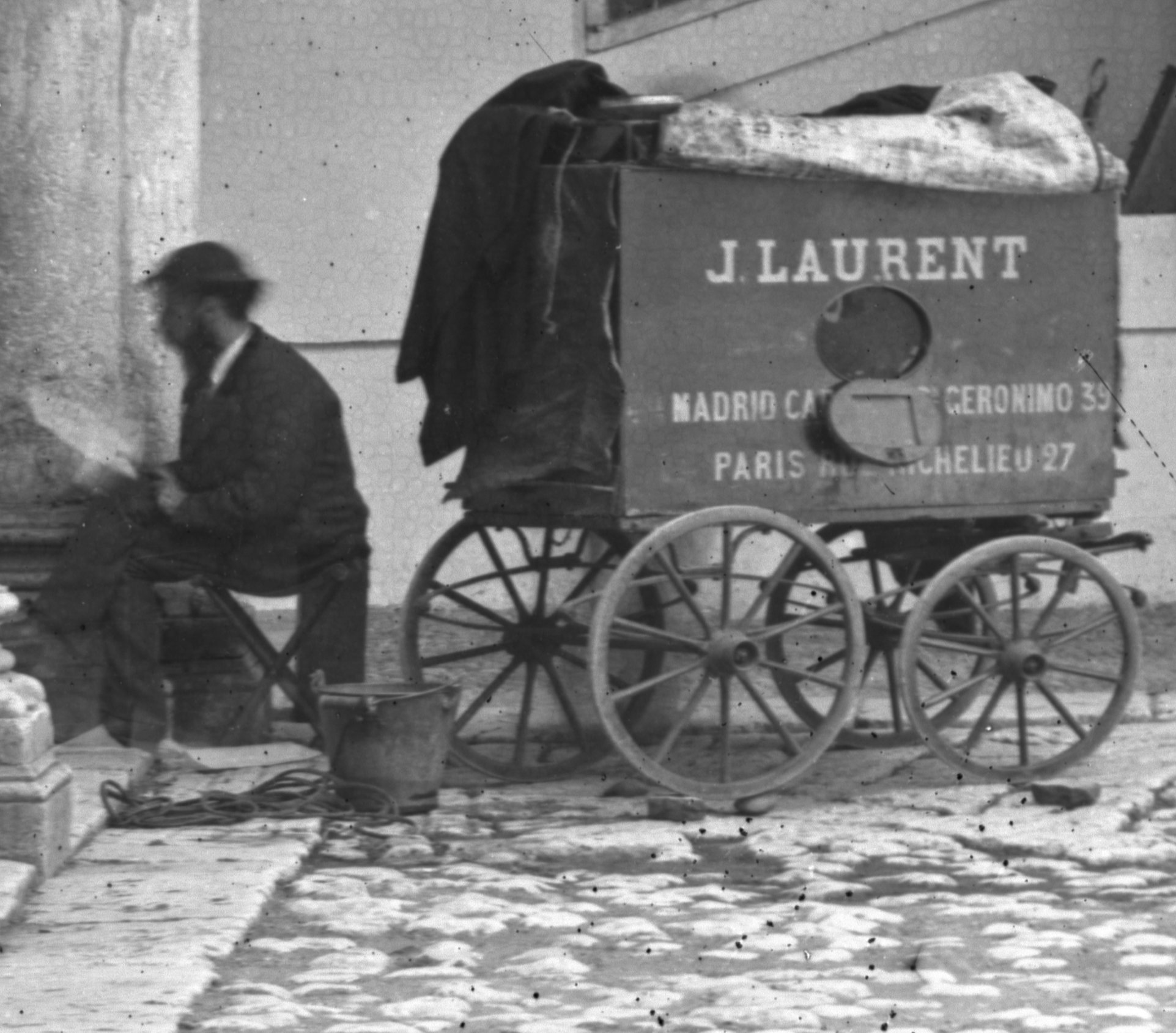
Laboratoire mobile de J. Laurent (1872). Fototeca del IPCE.

- Jean Laurent (photographe) (1816-1886) : Jean Laurent (ou J. Laurent ou Juan Laurent en espagnol), photographe français essentiellement actif en Espagne, né le 23 juillet 1816 à Garchizy, et mort le 24 novembre 1886 à Madrid. Il était l'un des photographes les plus importants en Espagne au XIXe siècle. S'installe en 1843 à Madrid où il ouvre une fabrique d'emballages et un atelier de photographie en 1856. Entre 1857 et 1882, il voyage en Espagne et fait des photos des monuments, des travaux publics, des chemins de fer et ouvrages d'art, des costumes, tableaux, scènes de genre, personnages officiels. Les négatifs photographiques sont à l'Institut du patrimoine culturel d'Espagne. Sa tombe est au cimetière de La Almudena, Madrid.
- Émile Lombard (1853-1939) : né à Garchizy dans un milieu modeste, son instituteur Georges Bourrichon (1821-1886) le pousse à cultiver le don exceptionnel qu'il a pour le dessin. Il lui obtient l'aide de quelques notables de Garchizy, dont le comte de Saint Haignant, et le petit Émile peut alors continuer ses études à Nevers puis aux Beaux-Arts de Paris. Il est remarqué par Odilon Redon (1840-1916), il devient son assistant, puis il collabore à plusieurs projets avec Pierre Puvis de Chavannes (1824-1898) dont les peintures murales du Panthéon et celles de l'escalier de la Sorbonne (1884).
En 1885, devenu l'ami de l'écrivain Laurent Tailhade (1854-1919), il rencontre par son intermédiaire, Madeleine Valiama, l'aieule de la célèbre physicienne, et qui tient un célèbre salon près de l'Opéra. Cette dernière va devenir son épouse en 1886. Ils auront trois enfants : Eugène (directeur d'usine à Fourchambault), Paul (le musicien auteur de la « symphonie tunisienne ») et Maria.
Jusqu'à la Première Guerre mondiale, Émile Lombard deviendra un portraitiste réputé, jusqu'à tomber dans l'oubli lorsque le symbolisme sera passé de mode. Madeleine Lombard et Maria mourront en 1916 de la fameuse grippe espagnole.
Émile Lombard se suicide le 2 septembre 1939 en apprenant que le monde sombre dans une nouvelle guerre mondiale.
- Maurice de La Fargue (1853-1916) : ancien directeur de journaux, il est mort aux Révériens le 23 octobre 1916.
- Miguel Martinez (1976-) : champion d'Europe, champion du monde et champion olympique de VTT.